# Leptotarsus (Tanypremnella) transfasciatus
Leptotarsus (Tanypremnella) transfasciatus is een tweevleugelige uit de familie langpootmuggen (Tipulidae). De soort komt voor in het Neotropisch gebied.